# Nototrichaspis
Nototrichaspis es un género de insecto coleóptero de la familia Chrysomelidae.

## Especies
- Nototrichaspis annulicornis (Weise, 1923)
- Nototrichaspis mjoebergi (Weise, 1923)